# Поплашен, Никола
Никола Поплашен (серб. Никола Поплашен; род. 1951) — профессор права и сербский политик. Президент Республики Сербской с 4 ноября 1998 по 6 марта 1999 года. Был первым председателем Сербской радикальной партии в Республике Сербской.

## Биография
Был избран президентом Республики Сербской 12 и 13 сентября 1998 года, вступил на должность 4 ноября. 3 марта 1999 года издал указ о лишении должности премьер-министра Милорада Додика, после чего был 6 марта 1999 года снят решением Верховным представителем по Боснии и Герцеговине Карлосом Вестендорпом, что позволило назначить на должность председателя Правительства Республики Сербской.
В настоящее время работает профессором юридического факультета в университете Баня-Луки. Является членом Сената Республики Сербской.
20 мая 1994 года произведён Воиславом Шешелем в воеводы четников.
9 января 2012 года награждён орденом Республики Сербской на ленте.